# Didymocarpeae
Didymocarpeae es una tribu perteneciente a la familia Gesneriaceae.
La tribu ha sido reorganizada y la mayoría de los géneros se han trasladado a Trichosporeae.

## Géneros
Tenía los siguientes géneros:
- Acanthonema - Allocheilos - Allostigma - Ancylostemon - Anna - Beccarinda - Boea - Boeica - Bournea - Briggsia - Briggsiopsis - Calcareoboea - Cathayanthe - Championia - Chirita - Chiritopsis - Colpogyne - Conandron - Corallodiscus - Dayaoshania - Deinocheilos - Deinostigma - Didissandra - Didymocarpus - Didymostigma - Dolicholoma - Gyrocheilos - Haberlea - Hemiboea - Hemiboeopsis - Hexatheca - Isometrum - Jancaea - Lagarosolen - Leptoboea - Linnaeopsis - Loxocarpus - Metabriggsia - Metapetrocosmea - Nodonema - Opithandra - Orchadocarpa - Oreocharis - Ornithoboea - Paraboea - Petrocodon - Petrocosmea - Phyllobaea - Platyadenia - Platystemma - Primulina - Pseudochirita - Ramonda - Raphiocarpus - Rhabdothamnopsis - Saintpaulia - Schizoboea - Streptocarpus - Tengia - Tetraphyllum - Thamnocharis - Trachystigma - Tremacron - Trisepalum